# Pacte del Tinell
El Pacte del Tinell fou un acord posterior a les eleccions al Parlament de Catalunya de 2003 en què el PSC, ERC i ICV-EUiA (l'anomenat Tripartit) acordaren formar un govern amb participació dels tres grups. El pacte, signat el 14 de desembre de 2003 al Saló del Tinell (Barcelona), va ser batejat amb el nom de Acord per un govern catalanista i d'esquerres.
El pacte establia entre altres punts que Pasqual Maragall i Mira esdevenia el nou president de la Generalitat de Catalunya i Josep-Lluís Carod-Rovira Conseller en Cap de la Generalitat de Catalunya.
El conjunt de polítiques de govern acordades estaven estructurades en quatre objectius:
- Més i millor autogovern. Més qualitat democràtica.
- Un nou impuls econòmic per a Catalunya.
- Catalunya, una nació socialment avançada.
- Una nova política territorial i ambiental.

Amb aquest pacte va quedar constituït el Govern de Catalunya 2003-2006.